# Hemidactylus kyaboboensis
Hemidactylus kyaboboensis es una especie de gecos de la familia Gekkonidae.

## Distribución geográfica yhábitat
Se distribuye por el este de Ghana y por Togo.